# Grand Prix automobile de Belgique 1995
GP précédent GP suivant
Le Grand Prix automobile de Belgique 1995 (Belgian Grand Prix), disputé sur le Circuit de Spa-Francorchamps situé près de Spa en Belgique le 27 août 1995, est la quarante-deuxième édition du Grand Prix, le 575e Grand Prix de Formule 1 couru depuis 1950 et la onzième manche du championnat 1995.

## Grille de départ
| Pos. | No | Pilote                   | Écurie             | Temps Q1       | Temps Q2       | Écart      |
| ---- | -- | ------------------------ | ------------------ | -------------- | -------------- | ---------- |
| 1    | 28 | Gerhard Berger           | Ferrari            | 2 min 14 s 744 | 1 min 54 s 392 |            |
| 2    | 27 | Jean Alesi               | Ferrari            | 2 min 15 s 077 | 1 min 54 s 631 | + 0 s 239  |
| 3    | 8  | Mika Häkkinen            | McLaren-Mercedes   | 2 min 15 s 848 | 1 min 55 s 435 | + 1 s 043  |
| 4    | 2  | Johnny Herbert           | Benetton-Renault   | Pas de temps   | 1 min 56 s 085 | + 1 s 693  |
| 5    | 6  | David Coulthard          | Williams-Renault   | 2 min 15 s 232 | 1 min 56 s 254 | + 1 s 862  |
| 6    | 7  | Mark Blundell            | McLaren-Mercedes   | 2 min 18 s 136 | 1 min 56 s 622 | + 2 s 230  |
| 7    | 15 | Eddie Irvine             | Jordan-Peugeot     | 2 min 16 s 540 | 1 min 57 s 001 | + 2 s 609  |
| 8    | 5  | Damon Hill               | Williams-Renault   | 2 min 15 s 143 | 1 min 57 s 768 | + 3 s 376  |
| 9    | 26 | Olivier Panis            | Ligier-Mugen-Honda | 2 min 17 s 579 | 1 min 58 s 021 | + 3 s 629  |
| 10   | 30 | Heinz-Harald Frentzen    | Sauber-Ford        | 2 min 15 s 533 | 1 min 58 s 148 | + 3 s 756  |
| 11   | 4  | Mika Salo                | Tyrrell-Yamaha     | 2 min 18 s 104 | 1 min 58 s 224 | + 3 s 832  |
| 12   | 14 | Rubens Barrichello       | Jordan-Peugeot     | 2 min 17 s 144 | 1 min 58 s 293 | + 3 s 901  |
| 13   | 25 | Martin Brundle           | Ligier-Mugen-Honda | 2 min 17 s 207 | 1 min 58 s 314 | + 3 s 922  |
| 14   | 29 | Jean-Christophe Boullion | Sauber-Ford        | 2 min 17 s 406 | 1 min 58 s 356 | + 3 s 964  |
| 15   | 3  | Ukyo Katayama            | Tyrrell-Yamaha     | 2 min 18 s 194 | 1 min 58 s 551 | + 4 s 159  |
| 16   | 1  | Michael Schumacher       | Benetton-Renault   | 2 min 14 s 962 | 1 min 59 s 079 | + 4 s 687  |
| 17   | 23 | Pedro Lamy               | Minardi-Ford       | 2 min 18 s 547 | 1 min 59 s 256 | + 4 s 864  |
| 18   | 10 | Taki Inoue               | Arrows-Hart        | 2 min 23 s 311 | 2 min 00 s 990 | + 6 s 598  |
| 19   | 24 | Luca Badoer              | Minardi-Ford       | 2 min 17 s 335 | 2 min 01 s 013 | + 6 s 621  |
| 20   | 9  | Massimiliano Papis       | Arrows-Hart        | 2 min 19 s 300 | 2 min 01 s 685 | + 7 s 293  |
| 21   | 17 | Andrea Montermini        | Pacific-Ford       | 2 min 25 s 291 | 2 min 02 s 405 | + 8 s 013  |
| 22   | 22 | Roberto Moreno           | Forti-Ford         | 2 min 23 s 417 | 2 min 03 s 817 | + 9 s 425  |
| 23   | 16 | Giovanni Lavaggi         | Pacific-Ford       | 2 min 26 s 311 | 2 min 06 s 407 | + 12 s 015 |
| 24   | 21 | Pedro Diniz              | Forti-Ford         | 2 min 25 s 699 | 2 min 09 s 537 | + 15 s 145 |

## Classement de la course
| Pos. | No | Pilote                   | Écurie             | Tours | Temps/Abandon                      | Grille | Points |
| ---- | -- | ------------------------ | ------------------ | ----- | ---------------------------------- | ------ | ------ |
| 1    | 1  | Michael Schumacher       | Benetton-Renault   | 44    | 1 h 36 min 47 s 875 (190,204 km/h) | 16     | 10     |
| 2    | 5  | Damon Hill               | Williams-Renault   | 44    | + 19 s 493                         | 8      | 6      |
| 3    | 25 | Martin Brundle           | Ligier-Mugen-Honda | 44    | + 24 s 998                         | 13     | 4      |
| 4    | 30 | Heinz-Harald Frentzen    | Sauber-Ford        | 44    | + 26 s 972                         | 10     | 3      |
| 5    | 7  | Mark Blundell            | McLaren-Mercedes   | 44    | + 33 s 772                         | 6      | 2      |
| 6    | 14 | Rubens Barrichello       | Jordan-Peugeot     | 44    | + 39 s 674                         | 12     | 1      |
| 7    | 2  | Johnny Herbert           | Benetton-Renault   | 44    | + 54 s 043                         | 4      |        |
| 8    | 4  | Mika Salo                | Tyrrell-Yamaha     | 44    | + 54 s 548                         | 11     |        |
| 9    | 26 | Olivier Panis            | Ligier-Mugen-Honda | 44    | + 1 min 06 s 170                   | 9      |        |
| 10   | 23 | Pedro Lamy               | Minardi-Ford       | 44    | + 1 min 19 s 789                   | 17     |        |
| 11   | 29 | Jean-Christophe Boullion | Sauber-Ford        | 43    | + 1 tour                           | 14     |        |
| 12   | 10 | Taki Inoue               | Arrows-Hart        | 43    | + 1 tour                           | 18     |        |
| 13   | 21 | Pedro Diniz              | Forti-Ford         | 42    | + 2 tours                          | 24     |        |
| 14   | 22 | Roberto Moreno           | Forti-Ford         | 42    | + 2 tours                          | 22     |        |
| Abd. | 3  | Ukyo Katayama            | Tyrrell-Yamaha     | 28    | Sortie de piste                    | 15     |        |
| Abd. | 16 | Giovanni Lavaggi         | Pacific-Ford       | 27    | Boîte de vitesses                  | 23     |        |
| Abd. | 24 | Luca Badoer              | Minardi-Ford       | 23    | Accident                           | 19     |        |
| Abd. | 28 | Gerhard Berger           | Ferrari            | 22    | Panne électrique                   | 1      |        |
| Abd. | 15 | Eddie Irvine             | Jordan-Peugeot     | 21    | Incendie                           | 7      |        |
| Abd. | 9  | Massimiliano Papis       | Arrows-Hart        | 20    | Sortie de piste                    | 20     |        |
| Abd. | 17 | Andrea Montermini        | Pacific-Ford       | 18    | Pression d'essence                 | 21     |        |
| Abd. | 6  | David Coulthard          | Williams-Renault   | 13    | Boîte de vitesses                  | 5      |        |
| Abd. | 27 | Jean Alesi               | Ferrari            | 4     | Suspension                         | 2      |        |
| Abd. | 8  | Mika Häkkinen            | McLaren-Mercedes   | 1     | Sortie de piste                    | 3      |        |

## Pole position et record du tour
- Pole position :  Gerhard Berger en 1 min 54 s 392 (vitesse moyenne : 219,477 km/h).
- Meilleur tour en course :  David Coulthard en 1 min 53 s 412 au 11e tour (vitesse moyenne : 221,373 km/h).

## Tours en tête
- Johnny Herbert : 3 tours (1 / 4-5)
- Jean Alesi : 2 tours (2-3)
- David Coulthard : 8 tours (6-13)
- Damon Hill : 6 tours (14-15 / 19-21 / 24)
- Michael Schumacher : 25 tours (16-18 / 22-23 / 25-44)

## Statistiques
- 16e victoire pour Michael Schumacher.
- 22e victoire pour Benetton en tant que constructeur.
- 68e victoire pour Renault en tant que motoriste.
- 200e podium pour l'écurie Williams.
- 1er podium pour le motoriste Mugen-Honda.
- 9e et dernier podium pour Martin Brundle.
- 550e Grand Prix pour la Scuderia Ferrari.

## Classements généraux à l'issue de la course
- Note : Benetton et Williams ont été disqualifiés lors du Grand Prix inaugural du Brésil pour utilisation de carburant non conforme à la réglementation de la Formule 1[3]. L'échantillon d'essence prélevé à l'issue de la course ne correspondait pas aux spécifications de l'échantillon témoin fourni à la FIA[4]. Les écuries ont fait appel de cette décision, ce qui a conduit à une annulation de la sanction concernant les pilotes qui ont conservé leurs points, mais un maintien de la pénalité pour les écuries. Benetton a ainsi perdu les 10 points de la victoire de Michael Schumacher et Williams les 6 points de la seconde place de David Coulthard, d'où une différence entre les points obtenus par ces écuries et les totaux des résultats de leurs pilotes[5],[6].

| Pos. | Pilote                   | Écurie             | Points |
| ---- | ------------------------ | ------------------ | ------ |
| 1    | Michael Schumacher       | Benetton-Renault   | 66     |
| 2    | Damon Hill               | Williams-Renault   | 51     |
| 3    | Jean Alesi               | Ferrari            | 32     |
| 4    | David Coulthard          | Williams-Renault   | 29     |
| 5    | Johnny Herbert           | Benetton-Renault   | 28     |
| 6    | Gerhard Berger           | Ferrari            | 25     |
| 7    | Heinz-Harald Frentzen    | Sauber-Ford        | 10     |
| 8    | Rubens Barrichello       | Jordan-Peugeot     | 8      |
| 9    | Olivier Panis            | Ligier-Mugen-Honda | 8      |
| 10   | Martin Brundle           | Ligier-Mugen-Honda | 7      |
| 11   | Mark Blundell            | McLaren-Mercedes   | 7      |
| 12   | Eddie Irvine             | Jordan-Peugeot     | 6      |
| 13   | Mika Häkkinen            | McLaren-Mercedes   | 5      |
| 14   | Jean-Christophe Boullion | Sauber-Ford        | 2      |
| 15   | Aguri Suzuki             | Ligier-Mugen-Honda | 1      |
| 16   | Gianni Morbidelli        | Arrows-Hart        | 1      |

| Pos. | Écurie             | Points |
| ---- | ------------------ | ------ |
| 1    | Benetton-Renault   | 84     |
| 2    | Williams-Renault   | 74     |
| 3    | Ferrari            | 57     |
| 4    | Ligier-Mugen-Honda | 16     |
| 5    | Jordan-Peugeot     | 14     |
| 6    | McLaren-Mercedes   | 12     |
| 7    | Sauber-Ford        | 12     |
| 8    | Arrows-Hart        | 1      |